# Миксто
«Ми́ксто» (порт. Mixto Esporte Clube) — бразильский футбольный клуб из города Куяба, штат Мату-Гросу. Участник Серии D чемпионата Бразилии сезона 2010. «Миксто» — наиболее титулованный клуб штата Мату-Гросу, 24-кратный победитель Лиги Матугросенсе. Также это наиболее популярный клуб штата.

## История
Клуб «Миксто» был основан 20 мая 1934 года. Название Спортивного клуба «Миксто» символизирует стремление к отсутствию ограничений по различным признакам — полу, расе и т. п. В соответствии с правилами португальского языка, название должно было быть записано как Misto, однако в данном случае была использована дореформенная орфография. Сочетание чёрного и белого также является олицетворением «смешения противоположностей».
В 1976, 1978—1983, 1985—1986 годах «Миксто» выступал в Серии A чемпионата Бразилии. Наивысшее достижение — 14-е место в сезоне 1985.
В последние годы команда выступает в низших дивизионах чемпионата Бразилии. В 2011 году команда выступала лишь в чемпионате штата. В 2012 году заняла 8-е место в бразильской Серии D.
Самым принципиальным соперником «Миксто» является «Операрио» из Варзеа-Гранди, второй клуб по числу выигранных титулов чемпионов штата Мату-Гросу.

## Достижения
- Чемпион штата Мату-Гросу (24): 1943, 1945, 1947, 1948, 1949, 1951, 1952, 1953, 1954, 1959, 1961, 1962, 1965, 1969, 1970, 1979, 1980, 1981, 1982, 1984, 1988, 1989, 1996, 2008
- Чемпион Второго дивизиона штата Мату-Гросу (1): 2009
- Обладатель Кубка штата Мату-Гросу (1): 1976
- Чемпион Центрально-западного региона (1): 1976